# مارتن غراي (كاتب)
مارتن غراي (بالفرنسية: Martin Gray)‏ هو كاتب بولندي وأمريكي وفرنسي، ولد في 27 أبريل 1922 في بولندا، وتوفي في 24 أبريل 2016 في Ciney ‏ في بلجيكا بسبب نوبة قلبية.

## وصلات خارجية
- الموقع الرسمي
- مارتن غراي على موقع IMDb (الإنجليزية)
- مارتن غراي على موقع مونزينجر (الألمانية)
- مارتن غراي على موقع ميوزك برينز (الإنجليزية)
- مارتن غراي على موقع قاعدة بيانات الفيلم (الإنجليزية)